# Johannes Gerlach

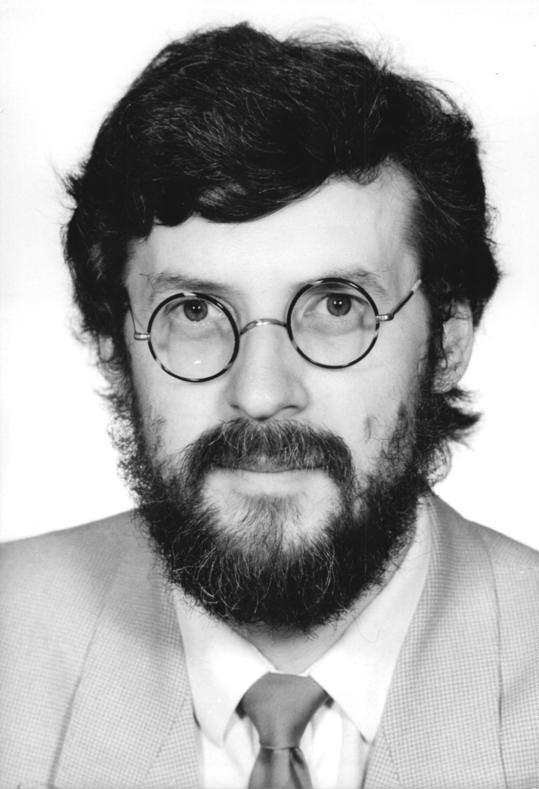
Johannes Gerlach (1990)

Johannes Gerlach  (* 12. Januar 1954 in Zschopau) ist ein deutscher Strahlenphysiker und Politiker der SPD.

## Leben
Nach dem Besuch der POS in Krumhermersdorf absolvierte Gerlach eine Berufsausbildung mit Abitur zum Lokomotivschlosser. Ab 1975 studierte er Physik an der Technischen Universität Dresden und schloss das Studium 1980 mit dem Diplom ab. Anschließend arbeitete er als Strahlenphysiker im Gesundheitswesen und begann, sich in der kirchlichen Friedens- und Umweltbewegung zu engagieren. Während der Wende gehörte er zu den Mitbegründern des Neuen Forums im Bezirk Karl-Marx-Stadt und nahm am Runden Tisch des Bezirkes teil.
Er ist in zweiter Ehe verheiratet, hat fünf Kinder und lebt in Paulo-Lopez (Brasilien).

## Politik
Im Januar 1990 schloss Gerlach sich dem SPD-Ortsverein Limbach-Oberfrohna an und wurde über die Bezirksliste Karl-Marx-Stadt in die letzte DDR-Volkskammer gewählt. Gerlach war von 1990 bis 1999 und von 2002 bis 2009 Abgeordneter des Sächsischen Landtages. Er ist stets über die Landesliste in das Parlament eingezogen und vertrat dort den Wahlkreis 18 Mittleres Erzgebirge. In der Fraktion übernahm er zunächst die Aufgabe des umwelt- und energiepolitischen Sprechers, fungierte dann allerdings als Leiter des Arbeitskreises I – Bildung, Kultur, Medien, Gesundheit, Soziales, Familie, Frauen, Jugend sowie als behindertenpolitischer Sprecher. Gerlach vertrat die Fraktion als Mitglied im Ausschuss „Umwelt und Landwirtschaft“ und als Mitglied im Ausschuss „Soziales, Gesundheit, Familie, Frauen und Jugend“.
Dem Landesvorstand der sächsischen SPD gehörte er 1994 bis 2000 an, den SPD-Ortsverein Limbach-Oberfrohna leitete er zwischen 1992 und 1999. Zwischen 2000 und 2002 weilte er zu Studienzwecken in Rio de Janeiro und arbeitete in verschiedenen Sozial- und Umweltprojekten mit. Seine Versuche, in den Fraktionsvorstand aufzurücken, scheiterten sowohl 2004 als auch 2007. 2008 kandidierte er als Landratskandidat der SPD für den neuen Erzgebirgskreis. Mit einem Stimmenanteil von 8,0 Prozent belegte er den 5. Platz und zog sich für die Neuwahl zu Gunsten des Kandidaten der Linkspartei, Klaus Tischendorf, zurück. Ab 2008 war er Vorsitzender der Fraktion SPD/GRÜNE im Kreistag des Erzgebirgskreises.
Zur Landtagswahl 2009 trat Gerlach nicht wieder an und schied im September 2009 aus dem Landtag aus.
Im Februar 2010 trat er einen Beraterposten für erneuerbare Energien und Klimaschutz in einer internationalen Energieagentur an und legte wegen Wegzug nach Santa Catarina in Brasilien seine kommunalpolitischen Mandate nieder. Sein Ausscheiden aus dem Kreistag des Erzgebirgskreises wurde am 4. März 2010 von dem Gremium bestätigt.

## Ehrungen
Am 13. Oktober 2009 erhielt er aus Anlass „20 Jahre Friedliche Revolution“ den Sächsischen Verdienstorden verliehen; im April 2012 die Sächsische Verfassungsmedaille.